# Пекшево (Московская область)
Пекшево — деревня в Волоколамском районе Московской области России.
Относится к Теряевскому сельскому поселению, до муниципальной реформы 2006 года относилась к Шестаковскому сельскому округу. Население — 2 чел. (2010).

## География
Деревня Пекшево расположена примерно в 20 км к северо-востоку от города Волоколамска, на правом берегу реки Локнаш (бассейн Иваньковского водохранилища). Ближайшие населённые пункты — деревни Калуево и Калеево.

## Население
| 1852 | 1859 | 1890 | 1899 | 1926 | 2002 |
| ---- | ---- | ---- | ---- | ---- | ---- |
| 97   | ↗101 | ↗144 | ↘126 | ↗154 | ↘1   |
| 2006 | 2010 |      |      |      |      |
| ↘0   | ↗2   |      |      |      |      |

## История
В 1562 и 1784 годах упоминается как деревня Пекишева.
В «Списке населённых мест» 1862 года Пекшева — казённая деревня 1-го стана Клинского уезда Московской губернии по левую сторону Волоколамского тракта, в 35 верстах от уездного города, при реке Локноше, с 20 дворами и 101 жителем (45 мужчин, 56 женщин).
По данным на 1890 год входила в состав Калеевской волости Клинского уезда, число душ составляло 144 человека.
В 1913 году — 26 дворов.
В 1917 году Калеевская волость была передана в Волоколамский уезд.
По материалам Всесоюзной переписи населения 1926 года — центр Пекшевского сельсовета Калеевской волости Волоколамского уезда, проживало 154 жителя (67 мужчин, 87 женщин), насчитывалось 30 хозяйств.
С 1929 года — населённый пункт в составе Волоколамского района Московской области.